# جيراردو ألكوبا
جيراردو ألكوبا (بالإسبانية: Gerardo Alcoba)‏ هو لاعب كرة قدم أوروغواياني وإسباني في مركز الدفاع، ولد في 25 نوفمبر 1984 في مونتيفيديو في الأوروغواي. شارك مع منتخب الأوروغواي لكرة القدم. أما مع النوادي، فقد لعب مع إل. دي. يو. كيتو وبنيارول ومونتيفيديو واندررز ونادي أتليتيكو كولون ونادي أونيفرسيداد ناسيونال.

## وصلات خارجية
- جيراردو ألكوبا على موقع قاعدة بيانات كرة القدم.إي يو (الإنجليزية)
- جيراردو ألكوبا على موقع ناشيونال فوتبول تيمز (الإنجليزية)
- جيراردو ألكوبا على موقع Soccerway.com (الإنجليزية)
- جيراردو ألكوبا على موقع AS.com (الإسبانية)